# 陰傅
陰傅（?—?），又作陰博，南阳郡新野县（今河南省新野县）人，东汉政治人物。陰興第二子，他的姑母阴丽华是汉光武帝刘秀之皇后。
永平元年（58年）汉明帝以汝南郡的鲖阳封陰傅的哥哥陰庆为鲷阳侯，陰傅为隱強侯。陰傅的弟弟陰员、陰丹为郎，陰庆把田宅财物让给陰员、陰丹。汉明帝擢升陰庆为黄门侍郎。建初七年（82年），因隱強縣屬西平國，改封陰傅為期思侯。